# Oberschrot
Oberschrot was een gemeente en plaats in het Zwitserse kanton Fribourg, en maakt deel uit van het district Sense.
Oberschrot had 1035 inwoners.
Oberschrot maakt sinds 2017 deel uit van de gemeente Plaffeien.